# Beware, My Lovely
Cet article possède un paronyme, voir Beware!.
Pour plus de détails, voir Fiche technique et Distribution.
Beware, My Lovely est un film américain réalisé par Harry Horner, sorti en 1952.

## Synopsis
Howard est in faible d'esprit qui vit de petits boulots. Il a quitté la petite ville où il vivait car il y a, semble-t-il, commis un meurtre. Il se rend chez Mme Cordon, une veuve et vante ses mérites ; celle-ci ne se rend pas compte qu'Howard présente de grandes difficultés ; peu à peu elle en prend conscience et comprend que le garçon est fou.

## Fiche technique
- Titre : Beware, My Lovely
- Réalisation : Harry Horner
- Scénario : Mel Dinelli,  d'après sa pièce The Man
- Photographie : George E. Diskant
- Montage : Paul Weatherwax
- Musique : Leith Stevens
- Directeur musical : Constantin Bakaleinikoff
- Direction artistique : Albert S. D'Agostino, Alfred Herman
- Décors : Al Orenbach, Darrell Silvera
- Costumes : Michael Woulfe
- Son : John L. Cass, Clem Portman
- Producteur : Collier Young
- Producteur associé : Mel Dinelli
- Société de production :  The Filmakers
- Société de distribution :  RKO Radio Pictures
- Pays d'origine :  États-Unis
- Langue :  Anglais américain
- Format : Noir et blanc — 35 mm — 1,37:1 — Son : Mono (RCA Sound System)
- Genre : Film dramatique, Film policier, Film noir
- Durée : 77 minutes (1 h 17)
- Date de sortie : 
  - États-Unis 7 août 1952

## Distribution
- Ida Lupino : Mme Helen Gordon
- Robert Ryan : Howard Wilton
- Taylor Holmes : M. Walter Armstrong
- Barbara Whiting : Ruth Williams
- James Willmas : M. Stevens
- O.Z. Whitehead : M. Franks
- Dee Pollock : Doug, Grocery Boy
- Brad Morrow : Boy
- Jimmy Mobley : Jimmy, Boy
- Shelly Lynn Anderson : Boy
- Ronnie Patterson : Boy
- Jeanne Eggenweiler : Jeanne, Girl